# تانو، کوچی
تانو، کوچی (به لاتین: Tano, Kōchi) یک منطقهٔ مسکونی در ژاپن است که در استان کوچی واقع شده‌است. تانو ۳٬۲۰۸ نفر جمعیت دارد.